# Beilschmiedia lebrunii
Beilschmiedia lebrunii är en lagerväxtart som beskrevs av Robyns & Wilczek. Beilschmiedia lebrunii ingår i släktet Beilschmiedia och familjen lagerväxter. Inga underarter finns listade i Catalogue of Life.